# Szent Miklós-fatemplom (Kurety)
A kuretyi Szent Miklós-fatemplom műemlékké nyilvánított épület Romániában, Hunyad megyében. A romániai műemlékek jegyzékében a  HD-II-m-A-03305 sorszámon szerepel.